# Gnidosz błotny

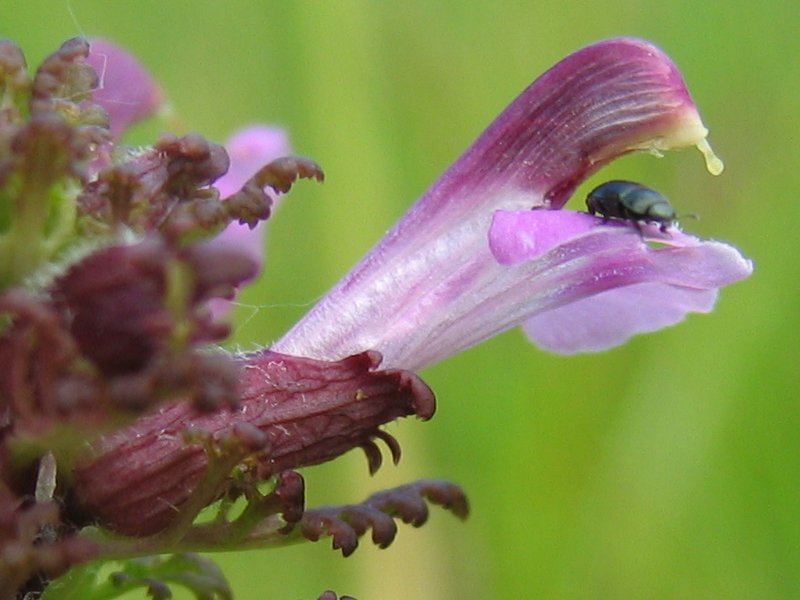
Kwiat gnidosza błotnego

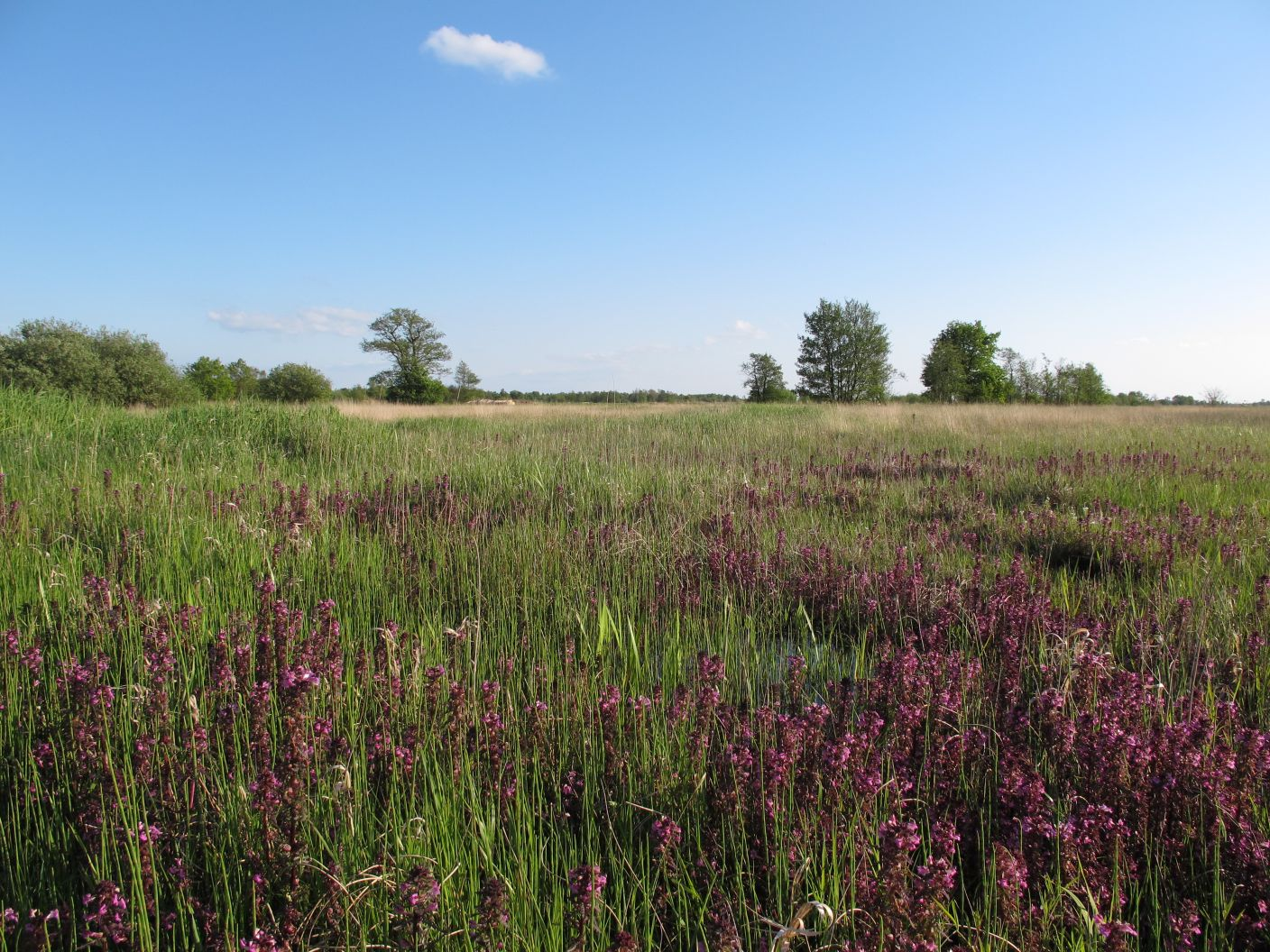
Siedlisko (Park Narodowy Weerribben-Wieden, Holandia)

Gnidosz błotny (Pedicularis palustris L.) – gatunek należący do rodziny zarazowatych. Występuje w Europie, na Kaukazie i w Kanadzie. W Polsce dość częsty na całym niżu.

## Morfologia
ŁodygaWzniesiona, prosta, o wysokości 20–60 cm, górą rozgałęziająca się. Jest prawie naga, w środku pusta.
LiściePierzastodzielne, o lancetowatych i karbowanych odcinkach, siedzące, żółtozielonego koloru.
KwiatyZebrane w luźne grono. Są to kwiaty grzbieciste, wyrastają w kątach liści na krótkich szypułkach. Mają dwuwargowy rozdęty kielich z pierzastowciętymi i odgiętymi do tyłu łatkami. Jest to kielich trwały, pozostający po przekwitnięciu. Purpurowa lub różowa korona o rurce dłuższej od kielicha, orzęsiona na bokach. Dolna warga zamyka wejście do gardzieli korony, górna, dwuząbkowa warga jest ściśnięta po bokach. 1 słupek, 4 dwusilne pręciki ukryte pod górną wargą. Miodniki umieszczone u podstawy słupka, ale dostęp do nich utrudniają włoski pręcików.
OwocDwukomorowa, otoczona kielichem, okrągła torebka.
KorzeńPosiada ssawki, którymi wrasta w korzenie sąsiadujących roślin.

## Biologia i ekologia
Roślina jednoroczna lub dwuletnia, hemikryptofit. Jest półpasożytem. Na użytkowanych łąkach uznawana za chwast, gdyż osłabia sąsiednie rośliny wysysając z nich wodę i sole mineralne. Roślina miododajna, owadopylna, kwitnie od maja do lipca. Zapylana jest przeważnie przez trzmiele. Roślina trująca. 
Rośnie na mokrych łąkach i torfowiskach. W górach występuje po regiel dolny. W klasyfikacji zbiorowisk roślinnych gatunek charakterystyczny dla klasy (Cl.) Scheuchzerio-Caricetea nigrae.

## Zmienność
Występuje w 2 podgatunkach:
- Pedicularis palustris L. subsp. opsiantha (Ekman) Almquist z Uznamu – o koronie średnicy ok. 15 mm i rozgałęzieniach łodygi o grubości prawie równej ich długości.
- Pedicularis palustris L. subsp. palustris[7].

## Zagrożenia i ochrona
W latach 2004–2014 roślina była objęta w Polsce ścisłą ochroną gatunkową, od 2014 roku podlega ochronie częściowej. Roślina została umieszczona w Polskiej Czerwonej Księgi Roślin jako gatunek narażony na wymarcie (kategoria zagrożenia VU). Tę samą kategorię zagrożenia otrzymała w Czerwonej liście roślin i grzybów Polski (2006, 2016). Zagrożeniem jest zanikanie stanowisk wynikające z osuszania terenów podmokłych i przekształcania ich w łąki i inne tereny użytkowe. Wiele stanowisk znajduje się na obszarach chronionych, m.in. w Białowieskim, Wielkopolskim i Tatrzańskim Parku Narodowym.